# Linia potrzeb nietrakcyjnych
Linia potrzeb nietrakcyjnych (LPN) – linia elektryczna średniego napięcia biegnąca wzdłuż szlaku kolejowego i służąca do zaopatrywania w energię elektryczną obiektów innych niż pojazdy trakcyjne.
Linie potrzeb nietrakcyjnych najczęściej zasilana jest z podstacji trakcyjnych, a jej napięcie znamionowe to 15 kV, 20 kV lub 6 kV. Linie potrzeb nietrakcyjnych służą do zasilania urządzeń elektroenergetyki nietrakcyjnej. W szczególności urządzeń sterowania ruchem kolejowym (semaforów, rozjazdów, urządzeń przejazdowych), budynków kolejowych (stacji kolejowych, przystanków kolejowych). 